# نواة جانبية مركزية
في الدماغ البشري، النواة الجانبية المركزية هي جزء من النواة الأمامية داخل الصفيحة في المهاد. تظهر النوى داخل الصفيحة إلى العديد من مناطق الدماغ المختلفة ، يعمل المهاد بشكل عام كنقطة تتابع للدماغ لترتبط بها مناطق أخرى من الدماغ. حيث تعمل النواة الجانبية المركزية كدور حيوي في الوعي. تؤثر هذه المنطقة من الدماغ أيضاً على الاستجابات العاطفية المشروطة، مثل تكييف الخوف.